# Universidade do Quebec
A Universidade do Quebec (em francês Université du Québec) é uma rede de universidades do Quebec criada pelo governo provincial em 1968. Compreende dez estabelecimentos de ensino que têm o objetivo de contribuir para o desenvolvimento científico do Quebec e de suas regiões. Conta com mais de 100 mil estudantes que frequentam os 1 400 programas oferecidos pela rede.
Universidades integrantes
- Université du Québec à Montréal
- Université du Québec à Trois-Rivières
- Université du Québec à Chicoutimi
- Université du Québec à Rimouski
- Université du Québec en Outaouais
- Université du Québec en Abitibi-Témiscamingue
- Institut national de la recherche scientifique
- École nationale d'administration publique
- École de technologie supérieure et la Télé-Université